# ソルフェリーノの戦い
ソルフェリーノの戦い（ソルフェリーノのたたかい、英: Battle of Solferino; 独: Schlacht von Solferino）は、第二次イタリア独立戦争中の1859年6月24日、イタリア北部ロンバルディア地方のソルフェリーノを中心に行われた戦闘。ナポレオン3世率いるフランス帝国軍とヴィットーリオ・エマヌエーレ2世率いるサルデーニャ王国軍の連合軍が、フランツ・ヨーゼフ1世率いるオーストリア帝国軍と戦い、フランス・サルデーニャ連合軍が勝利した。世界戦史上、すべての交戦当事国の君主が親征に出て軍を指揮した中、最後に行われた主な戦闘としても知られている。
この戦いの後、フランスとオーストリアの間で和平条約が結ばれ、オーストリアはイタリアに対する影響力を喪失した。また、この戦いの現場に遭遇したアンリ・デュナンは、戦場の惨状に強い衝撃を受け、「ソルフェリーノの思い出」と題した書籍を出版、これが後の赤十字運動へつながった。

## 背景
1859年3月、イタリアの統一を目指すサルデーニャ王ヴィットーリオ・エマヌエーレ2世は、軍隊の動員を開始した。オーストリアはこれを挑発行為として動員解除を要請、これが受け入れられない場合は宣戦を布告する旨の最後通牒を送り渡した。サルデーニャは要請を黙殺した。同年4月、通牒の期限が切れるのと同時にオーストリアはサルデーニャ領ピエモンテに侵攻、オーストリア・サルデーニャ戦争（第二次イタリア独立戦争）が開始された。同年5月、フランス皇帝ナポレオン3世は、プロンビエールの密約に基づき、サルデーニャの支援にフランス軍を派遣した。数度にわたる戦いの結果、決定的な敗北こそ喫しなかったものの、徐々にオーストリア軍は押されていった。
6月4日のマジェンタの戦いの後、オーストリア皇帝フランツ・ヨーゼフ1世は、軍を後退させて戦力の再編成にかかった。ナポレオン3世は敵の再編成がなる前に攻撃しようと追跡したが、捕捉することはできなかった。6月23日、ある程度再編のなったオーストリア軍はミンチョ川を渡河して、ソルフェリーノを中心に戦闘態勢を整えた。この時、連合軍はすでに間近に迫っていたが、偵察の不備から両軍とも互いを完全に捕捉していなかった。特にナポレオン3世は、まだオーストリア軍がミンチョ川の向こうにいるものと勘違いしていた。6月24日早朝、両軍は予想以上に接近した状態で互いを発見、なし崩し的に戦闘に突入した。

## 両軍の戦力
フランス・サルデーニャ連合軍
- 兵力 - 118,600名(デュナンに拠れば150,000名)
- 砲 - 約400門

中央、右翼をフランス軍が占め、サルデーニャ軍は左翼についていた。なお、フランス軍は新式のライフル砲を装備していた。これは従来の滑腔砲に比べて射程と命中率に優れていた。
オーストリア軍
- 兵力 - 約100,000名（デュナンに拠れば170,000名）
- 砲 - 約500門

ソルフェリーノを中心に、北はガルダ湖、南はメードレまで至る戦線を展開していた。攻防の焦点となるソルフェリーノは、小高い丘の上に存在する町で、城と塔を擁する要衝であった。オーストリア軍は効率的な砲撃が加えられるように、丘陵を利用して砲兵を配置していた。

## 戦闘展開

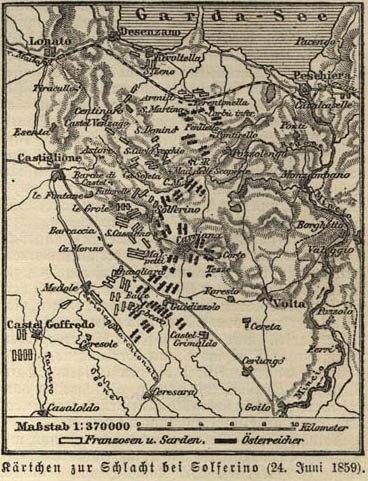
1859年6月24日の布陣

午前6時、フランス軍右翼がオーストリア軍左翼に対して攻撃を開始、間もなく全戦線で戦闘が開始された。ただし、この時点で両軍首脳とも前線には存在していなかった。フランツ・ヨーゼフ1世は参謀とともに後方のヴォルタにおり、戦闘開始の一報を受け取ると直ちに前線に赴いた。一方のナポレオン3世も後方の司令部におり、報告を受け取ってすぐに前線に向かったが、彼が戦場に到着したのはようやく午前7時半のことだった。
ナポレオン3世は、伯父のナポレオン1世のように戦線を走り回り、兵士を鼓舞して攻撃を指揮したが、彼の意識はもっぱら兵士を前進させ、突撃させることにのみ集中していたため、まったく生産的な効果をもたらさなかった。一方のフランツ・ヨーゼフ1世は、戦況全体をまともに把握しておらず、統一した指揮を取れなかった。20万の軍隊の衝突によって、すでに事態は両軍首脳にも収拾できないほど混沌としており、両軍ともに満足な戦術行動をとれぬまま、ただ目の前の敵と交戦していた。
午後になって、ようやくナポレオン3世は主攻を中央のソルフェリーノに定めることを思いついた。砲兵を集中させてソルフェリーノに猛烈な砲撃を加え、その火力支援のもとに精鋭の皇帝近衛兵を中心とする歩兵を投入した。オーストリア軍の砲火と銃撃に多数の死傷者を出しながら、皇帝近衛兵は丘の一つを占領した。続けて市街へもフランス歩兵が殺到し、両軍入り乱れる混戦となった。
午後2時、オーストリア軍は市街から撤退、多数の犠牲を払った末にフランス軍はソルフェリーノを制圧し、戦線の中央に楔を打ち込んだ。この頃、戦場の上空に急速に雨雲が広がってきた。間もなく激しい暴風雨となり、両軍ともに火器の使用が困難になった。ナポレオン3世は攻撃を続行させ、泥まみれの白兵戦となった。フランツ・ヨーゼフ1世は、ソルフェリーノが陥落したことですでに敗勢を意識し、また自身が戦場の恐怖にもとらわれていたので、全軍の撤退を開始させた。暴風雨の中の撤退はほとんど壊走と変わりなく、オーストリア軍の行方不明者は多数に上った。

## 結果と影響

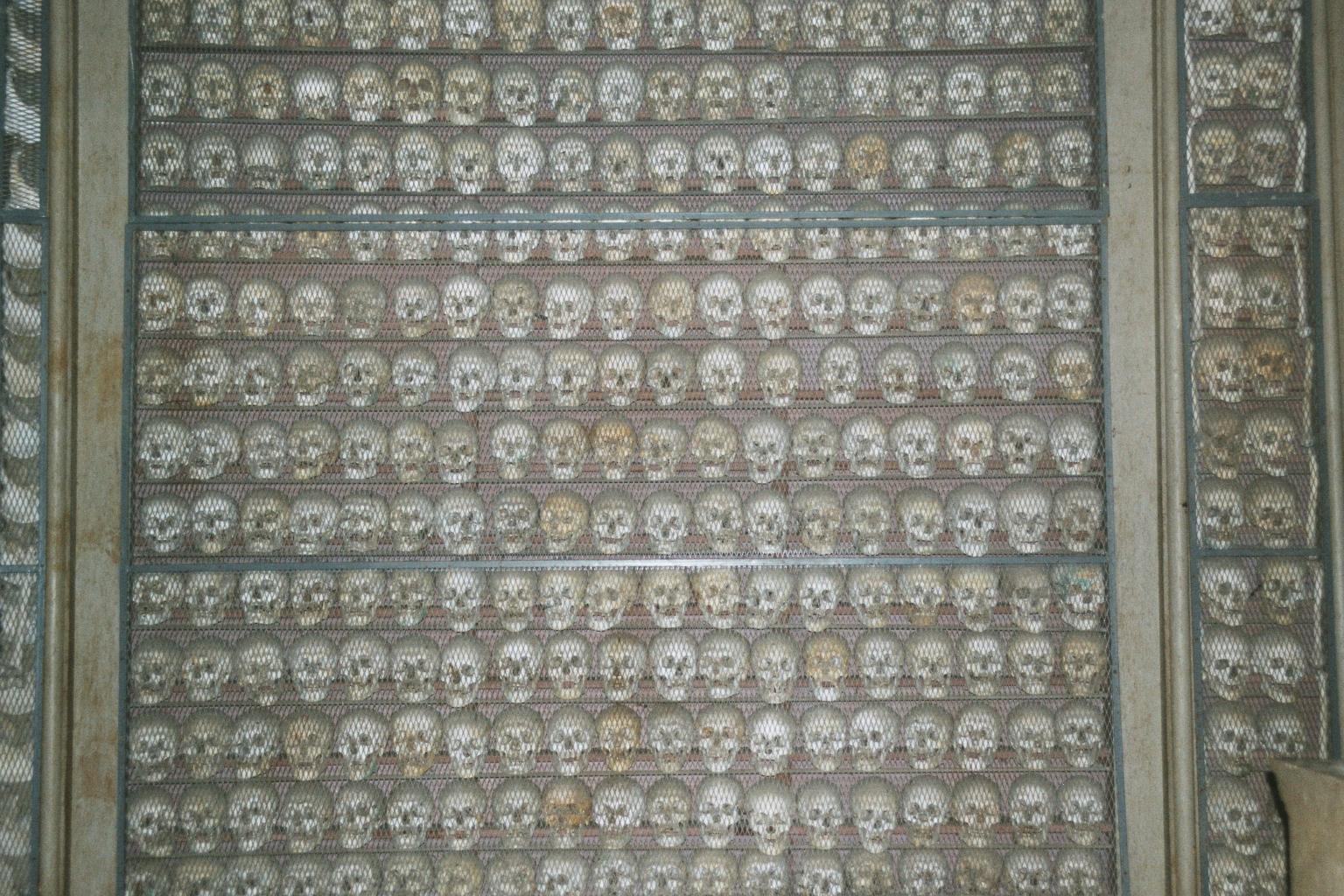
ソルフェリーノの戦死者たち

この戦闘で連合軍は約17,000人を失い、オーストリア軍は約22,000人を失った。オーストリア軍を後退させたことでナポレオン3世は勝利を宣言したが、そのために払った犠牲は大きなものだった。この多大な損害は、両軍首脳の拙劣な指揮に依存するところが大きい。なお、この戦いでフランス軍が使用したライフル砲はその有効性が広く認められ、以降、各国の軍隊は滑腔砲からライフル砲へと装備を切り替えていった。
戦後まもなく、ナポレオン3世とフランツ・ヨーゼフ1世は和平交渉を開始した。しかし、一方の当事者であるヴィットーリオ・エマヌエーレ2世は交渉から排除されていた。ナポレオン3世は統一イタリアの誕生によってフランスの対抗勢力が増えることを警戒しており、適当なところで講和を結ぼうとしていた。一方のフランツ・ヨーゼフ1世もハンガリーに反乱の気配があり、これ以上イタリアでの戦争を継続するつもりはなかった。
7月11日、ヴィッラフランカの和約が締結され、オーストリア帝国はロンバルディアと、ヴェネツィアをのぞいたヴェネトをサルデーニャに割譲、同時にイタリアへの不干渉を約束した。サルデーニャ首相カミッロ・カヴールは条約の内容に不満であったが、フランスの軍事援助を失わないためには同意するしかなかった。ヴィットーリオ・エマヌエーレ2世は和約を受け入れ、カヴールは首相を辞任した。ひとまずの第二次イタリア独立戦争は終結した。
しかしながら、イタリア統一の気運は盛り上がりこそすれ収まることはなかった。パルマ、モデナ、トスカーナで相次いで反乱が発生、間もなくサルデーニャはこれらの諸地域を併合した。ヴィットーリオ・エマヌエーレ2世は再びカヴールを首相とし、併合をフランスに認めさせるための交渉にあたらせた。カヴールは、承認の代償としてニース、サヴォワをフランスへ割譲した。
さらにジュゼッペ・ガリバルディの指揮する義勇軍が、シチリア、ナポリを制圧。1860年10月26日、ガリバルディはヴィットーリオ・エマヌエーレ2世とテアーノで会談し、イタリア統一のために占領地を全てサルデーニャに献上した（テアーノの握手）。これによって、教皇領とヴェネツィアを除くイタリアは大部分が統一され、ヴィットーリオ・エマヌエーレ2世は初代イタリア王となった。

## アンリ・デュナン

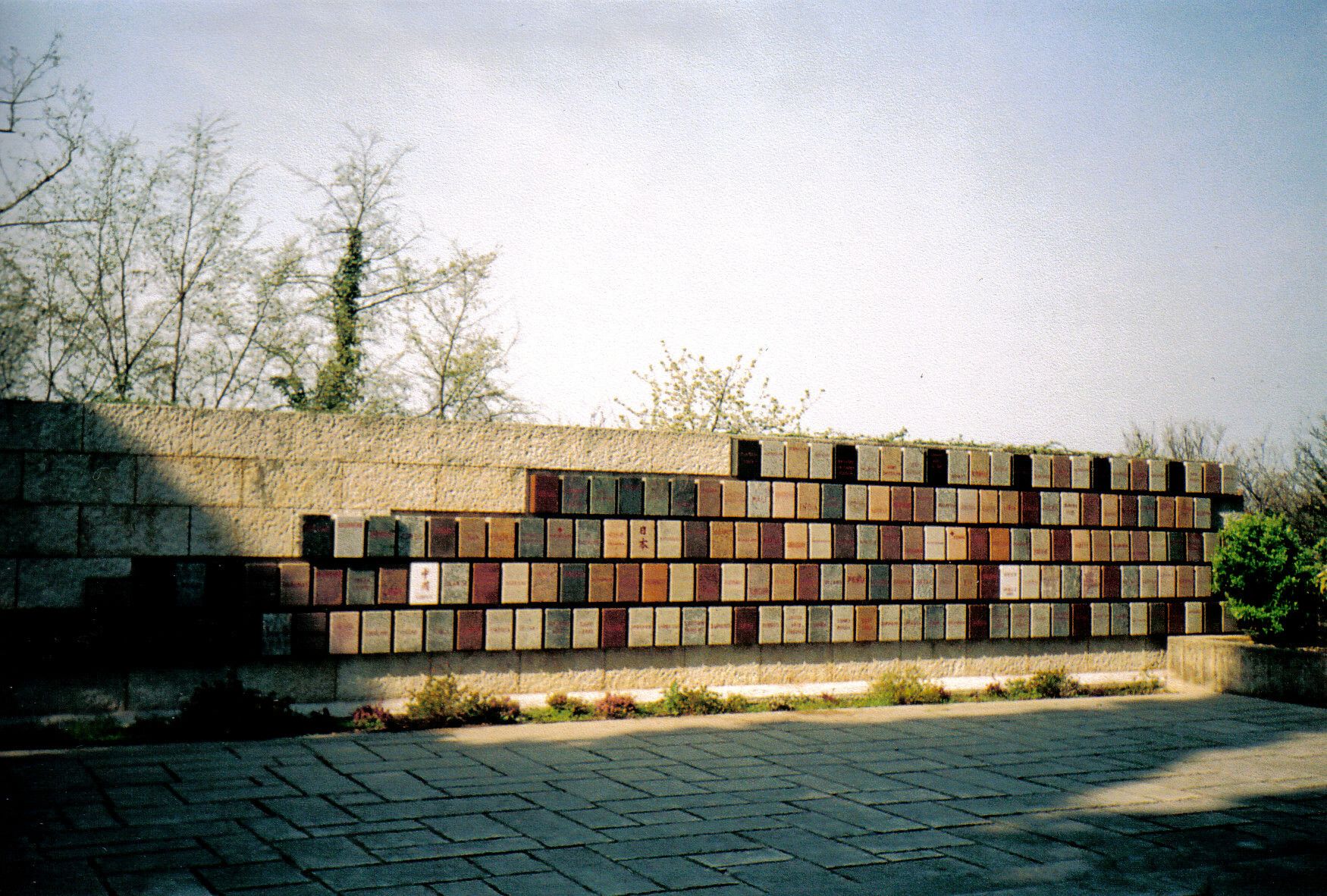
赤十字の記念碑

ソルフェリーノの戦いが行われた当日、スイスの銀行家アンリ・デュナンは、事業の支援を要請するためにナポレオン3世の許を訪れていた。戦いの模様を観戦していたデュナンは、眼前で展開される凄惨な光景に大きな衝撃を受けた。さらに負傷兵の粗雑な扱いにも驚いた。負傷兵は後方のカスティリオーネに運ばれていたが、あまりの数の多さのため、病院の代わりとなっていた教会に入りきらず、街路に放置されていた。デュナンは町民とともに負傷兵の手当てに加わったが、多数の兵士が治療の甲斐なく死んでいった。
スイスに帰国したデュナンは、自身のカスティリオーネの経験と、ソルフェリーノの戦いに参加した兵士の証言を元に『ソルフェリーノの思い出』と題する書籍を出版した。その中でデュナンは、国家に関係なく負傷者の治療に当たる専門機関の結成を訴えた。一方で、有力者の支持を得られるように配慮することも忘れていなかった。『ソルフェリーノの思い出』は大きな反響を呼び、多数の賛同の声がデュナンの許に寄せられた。1863年、戦傷兵国際救済委員会（のちの赤十字国際委員会）が結成され、やがて赤十字運動は世界へと広がっていった。

## 関連作品
- 小説『ラデツキー行進曲』
ヨーゼフ・ロートによる歴史小説。オーストリア皇帝フランツ・ヨーゼフ1世の危機を救い「ソルフェリーノの英雄」となった男とその一族の辿る運命を描く。ロートの最高傑作と称えられる。
- 『ソルフェリーノの夜明け－アンリー・デュナンの生涯－』（公演期間：2010年3月26日～4月25日）
宝塚歌劇団によるミュージカル。雪組にて上演、主演は水夏希。ソルフェリーノの戦いに遭遇した、アンリ・デュナンの負傷兵救出活動を描く（内容は史実をかなり脚色している）。日本赤十字社後援。同公演のうち、4月13日16時公演を当時の天皇・皇后が観劇したことでも話題になった。

## 参考書籍
- アンリ・デュナン『ソルフェリーノの思い出』木内利三郎訳、株式会社日赤サービス、1969年
- ジョン・マクドナルド『戦場の歴史』松村赳訳、河出書房新社